# Всеобщие выборы в Гане (2012)
Совмещённые выборы президента и членов парламента прошли в 275 избирательных округах Ганы 7 декабря 2012 года. При голосовании были использованы биометрические устройства верификации избирателей. Из-за неисправности устройств некоторые избиратели долгое время не могли проголосовать и голосования пришлось продолжить и в субботу, 8 декабря В случае неполучения ни одним из кандидатов в президенты простого большинства (50 % голосов + 1 голос) в первом туре, предполагалось проведение второго тура 28 декабря 2012 года. На пост президента Ганы баллотировались 8 кандидатов, основная борьба развернулась между действующим президентом и экс вице-президентом страны Джоном Драмани Махамой, занявшим кресло главы государства 25 июля 2012 года, сразу после смерти своего предшественника Джона Эванса Миллса, и Наной Акуфо-Аддой из Новой патриотической партии.
Махама был объявлен победителем с 50,7 % поддержки уже в первом туре. Акуфо-Аддо получил 47,74 % голосов. Оппозиция заявила о фальсификации результатов выборов со стороны избирательной комиссии Ганы. Полиция применила слезоточивый газ против сторонников оппозиции, собравшихся у избирательной комиссии.